# Open di Francia 2014 - Doppio femminile in carrozzina
Jiske Griffioen e Aniek van Koot erano le detentrici del titolo, ma sono state sconfitte in finale da Yui Kamiji e Jordanne Whiley 
per 7–6(3), 3-6, [10-8].

## Teste di serie
1. Jiske Griffioen /  Aniek van Koot (finale)
2. Yui Kamiji /  Jordanne Whiley (campionesse)

## Tabellone

### Legenda
| - Q = Qualificato - WC = Wild card - LL = Lucky loser | - ALT = Alternate - SE = Special Exempt - PR = Protected Ranking | - w/o = Walkover - r = Ritirato - d = Squalificato |

|  | Semifinali | Semifinali                           | Semifinali                           | Semifinali | Semifinali |  |  | Finale | Finale                         | Finale | Finale | Finale |  |
|  |            |                                      |                                      |            |            |  |  |        |                                |        |        |        |  |
|  | 1          | Jiske Griffioen Aniek van Koot       | Jiske Griffioen Aniek van Koot       | 7          | 6          |  |  |        |                                |        |        |        |  |
|  |            | Marjolein Buis Charlotte Famin       | Marjolein Buis Charlotte Famin       | 5          | 2          |  |  | 1      | Jiske Griffioen Aniek van Koot | 63     | 6      | [8]    |  |
|  |            | Sabine Ellerbrock Kgothatso Montjane | Sabine Ellerbrock Kgothatso Montjane | 6          | 3          |  |  | 2      | Yui Kamiji Jordanne Whiley     | 7      | 3      | [10]   |  |
|  | 2          | Yui Kamiji Jordanne Whiley           | Yui Kamiji Jordanne Whiley           | 7          | 6          |  |  |        |                                |        |        |        |  |